# Liste des circonscriptions législatives des Deux-Sèvres
Le département français des Deux-Sèvres est, sous la Cinquième République, constitué de trois circonscriptions législatives de 1958 à 1986, de quatre circonscriptions après le redécoupage électoral de 1986 puis de trois circonscriptions depuis le redécoupage de 2010, entré en application à compter des élections législatives de 2012.

## Présentation
Par ordonnance du 13 octobre 1958 relative à l'élection des députés à l'Assemblée nationale, le département des Deux-Sèvres est d'abord constitué de trois circonscriptions électorales.
Lors des élections législatives de 1986 qui se sont déroulées selon un mode de scrutin proportionnel à un seul tour par listes départementales, le nombre de sièges des Deux-Sèvres a été porté de trois à quatre.
Le retour à un mode de scrutin uninominal majoritaire à deux tours en vue des élections législatives suivantes, a maintenu ce nombre de quatre sièges,, selon un nouveau découpage électoral.
Le redécoupage des circonscriptions législatives réalisé en 2010 et entrant en application à compter des élections législatives de juin 2012, a modifié le nombre et la répartition des circonscriptions des Deux-Sèvres, réduit à trois du fait de la sur-représentation démographique du département.

## Composition des circonscriptions

### Composition des circonscriptions de 1958 à 1986

Carte des circonscriptions des Deux-Sèvres de 1958 à 1986

À compter de 1958, le département des Deux-Sèvres comprend trois circonscriptions  regroupant les cantons suivants :
- 1re circonscription : Beauvoir-sur-Niort, Brioux-sur-Boutonne, Celles-sur-Belle, Chef-Boutonne, Frontenay-Rohan-Rohan, Lezay, Mauzé-sur-le-Mignon, Melle, Niort-I, Niort-II, Sauzé-Vaussais.
- 2e circonscription : Champdeniers-Saint-Denis, Coulonges-sur-l'Autize, La Mothe-Saint-Héray, Mazières-en-Gâtine, Ménigoute, Moncoutant, Parthenay, Saint-Loup-Lamairé, Saint-Maixent-l'École-I, Saint-Maixent-l'École-II, Secondigny, Thénezay.
- 3e circonscription : Airvault, Argenton-Château, Bressuire, Châtillon-sur-Sèvre, Cerizay, Saint-Varent, Thouars.

### Composition des circonscriptions de 1988 à 2012

Carte des circonscriptions des Deux-Sèvres de 1986 à 2012

À compter du découpage de 1986, le département des Deux-Sèvres comprend quatre circonscriptions regroupant les cantons suivants :
- 1re circonscription : Niort-Est, Niort-Nord, Niort-Ouest, Prahecq.
- 2e circonscription : Beauvoir-sur-Niort, Brioux-sur-Boutonne, Celles-sur-Belle, Chef-Boutonne, Frontenay-Rohan-Rohan, Lezay, Mauzé-sur-le-Mignon, Melle, La Mothe-Saint-Héray, Saint-Maixent-l'École-I, Saint-Maixent-l'École-II, Sauzé-Vaussais.
- 3e circonscription : Airvault, Champdeniers-Saint-Denis, Coulonges-sur-l'Autize, Mazières-en-Gâtine, Ménigoute, Moncoutant, Parthenay, Saint-Loup-Lamairé, Secondigny, Thénezay.
- 4e circonscription : Argenton-Château, Bressuire, Cerizay, Mauléon, Saint-Varent, Thouars-I, Thouars-II.

### Composition des circonscriptions à compter de 2012
| 1 2 3 |

Depuis le nouveau découpage électoral, le département comprend trois circonscriptions regroupant les cantons suivants :
- 1re circonscription : Champdeniers-Saint-Denis, Coulonges-sur-l'Autize, Mazières-en-Gâtine, Niort-Est, Niort-Nord, Niort-Ouest, Prahecq, Secondigny
- 2e circonscription : Beauvoir-sur-Niort, Brioux-sur-Boutonne, Celles-sur-Belle, Chef-Boutonne, Frontenay-Rohan-Rohan, Lezay, Mauzé-sur-le-Mignon, La Mothe-Saint-Héray, Melle, Ménigoute, Parthenay, Saint-Maixent-l'École-I, Saint-Maixent-l'École-II, Sauzé-Vaussais, Thénezay, Pompaire
- 3e circonscription : Airvault, Argenton-Château, Bressuire, Cerizay, Mauléon, Moncoutant, Saint-Loup-Lamairé, Saint-Varent, Thouars-I, Thouars-II